# New York City Marathon 1999
De New York City Marathon 1999 werd gelopen op zondag 7 november 1999. Het was de 30e editie van de New York City Marathon. De Keniaan Joseph Chebet was bij de mannen al zijn concurrenten te snel af en kwam over de streep in 2:09.14. De Mexicaanse Adriana Fernandez was het sterkst bij de vrouwen en won in 2:25.06.
In totaal finishten 31.786 marathonlopers de wedstrijd, waarvan 22.626 mannen en 9.160 vrouwen.

## Uitslagen

### Mannen
| rang   | naam                  | land | tijd    |
| ------ | --------------------- | ---- | ------- |
| Goud   | Joseph Chebet         | KEN  | 2:09.14 |
| Zilver | Domingos Castro       | POR  | 2:09.20 |
| Brons  | Shem Kororia          | KEN  | 2:09.32 |
| 4      | Giacomo Leone         | ITA  | 2:09.36 |
| 5      | John Kagwe            | KEN  | 2:09.39 |
| 6      | Elijah Lagat          | KEN  | 2:09.59 |
| 7      | Abdelkader El Mouaziz | MAR  | 2:10.28 |
| 8      | Simon Biwott          | KEN  | 2:11.25 |
| 9      | Martín Fiz            | ESP  | 2:12.03 |
| 10     | Silvio Guerra         | ECU  | 2:13.24 |

### Vrouwen
| rang   | naam                  | land | tijd    |
| ------ | --------------------- | ---- | ------- |
| Goud   | Adriana Fernandez     | MEX  | 2:25.06 |
| Zilver | Catherine Ndereba     | KEN  | 2:27.34 |
| Brons  | Katrin Dörre          | GER  | 2:28.41 |
| 4      | Franca Fiacconi       | ITA  | 2:29.49 |
| 5      | Irina Timofejeva      | RUS  | 2:31.21 |
| 6      | Anuța Cătună          | ROU  | 2:32.05 |
| 7      | Alina Tecuta-Gherasim | ROU  | 2:36.23 |
| 8      | Marcia Narloch        | BRA  | 2:37.13 |
| 9      | Margaret Kagiri       | KEN  | 2:38.10 |
| 10     | Zofia Wieciorkowska   | POL  | 2:43.24 |

1970 ·
1971 ·
1972 ·
1973 ·
1974 ·
1975 ·
1976 ·
1977 ·
1978 ·
1979 ·
1980 ·
1981 ·
1982 ·
1983 ·
1984 ·
1985 ·
1986 ·
1987 ·
1988 ·
1989 ·
1990 ·
1991 ·
1992 ·
1993 ·
1994 ·
1995 ·
1996 ·
1997 ·
1998 ·
1999 ·
2000 ·
2001 ·
2002 ·
2003 ·
2004 ·
2005 ·
2006 ·
2007 ·
2008 ·
2009 ·
2010 ·
2011 ·
2012 · 
2013 ·
2014 ·
2015 ·
2016 ·
2017 ·
2018 ·
2019 ·
2020 · 
2021 ·
2022 ·
2023 ·
2024